# Amalie Christina Gylding
Amalie Christina Gylding auch Amalie Christina Frederikke Mehlhorn (* 23. Juli 1731 in Meißen; † 12. April 1804 in Aabenraa) war eine deutsche Porzellanmalerin.

## Leben
Amalie Christina Gylding entstammte der Porzellanmacher- und -malerfamilie Mehlhorn aus Meißen und war die Tochter von Johann Gottlieb Mehlhorn († 2. Januar 1769) und dessen Ehefrau Emilie († 1752).
Sie heiratete am 4. Oktober 1753 in Meißen den aus Schleswig stammenden Porzellanmaler Jörgen Gylding († 19. Dezember 1765), der seit 1751 an der Meißener Porzellan-Manufaktur tätig war.
Gemeinsam mit ihrem Ehemann siedelte sie nach der Eheschließung 1753 nach Dänemark über, um in Kopenhagen in der von Johann Gottlieb Mehlhorn 1754 neugegründeten Porzellanfabrik tätig zu werden; vermutlich malte sie in dieser Zeit auch Miniaturen. Die Fabrik von Johann Gottlieb Mehlhorn wurde 1760 mit der Fayencefabrik seines Konkurrenten Jacob Fortling (1711–1761) vereinigt.
Nach dem Tod ihres Ehemannes 1765 lieferte sie 1766 und 1768 noch Werke an den königlichen dänischen Hof. 1772 lebte sie in Apenrade und erhielt vom König Christian VII. eine Rente. 
Ihre Tochter Dorothea Gylding, malte ebenfalls Miniaturen in Emaille und auf Porzellan. 